# Vytautas Bakas
Vytautas Bakas (ur. 26 marca 1977 w Wilnie) – litewski prawnik i polityk. Poseł na Sejm Republiki Litewskiej.

## Życiorys
W latach 1995–1997 kształcił się w Litewskiej Szkole Policyjnej w Wilnie. Następnie w latach 1998–2002 studiował prawo na Uniwersytecie Michała Römera. W latach 1997–2002 był m.in. detektywem i kierownikiem wydziału administracyjnego komendy miejskiej policji w Wilnie. W 2003–2006 prowadził prywatną praktykę prawniczą. Od 2007 do 2008 był asystentem posła Kęstutisa Čilinskasa. Od 2009 do 2014 pełnił funkcję dyrektor generalnego instytucji kredytowej Pareigūnų kredito unija. W latach 2014–2016 był asystentem ministra spraw wewnętrznych Sauliusa Skvernelisa.
W wyborach parlamentarnych w 2016 z ramienia Litewskiego Związku Rolników i Zielonych uzyskał mandat posła na Sejm. W lipcu 2019 opuścił frakcję tego ugrupowania. W 2020 z powodzeniem ubiegał się o poselską reelekcję jako kandydat niezależny. W trakcie kadencji dołączył do frakcji związanej z ugrupowaniem Związek Demokratów „W imię Litwy”.